# Kloneus babayaga
Kloneus là một chi bướm đêm thuộc họ Sphingidae, chỉ gồm một loài Kloneus babayaga, được tìm thấy ở Nicaragua nhưng có lẽ phân bố từ México to Costa Rica. Nó cũng được ghi nhận từ bắc Venezuela.
Con trưởng thành giống với Pachylia ficus.
Con trưởng thành có thể bay quanh năm.